# Антоний (архиепископ Рязанский)
Архиепископ Антоний (ум. 15 февраля 1637) — епископ Русской православной церкви, архиепископ Рязанский и Муромский.
Известно, что с 1617 по 1621 год он в сане архимандрита управлял Псковско-Печерским монастырем.
5 мая 1621 года хиротонисан во епископа Рязанского с возведением в сан архиепископа. Хиротонию возглавил патриарх Филарет.
21 апреля 1621 года Антоний даёт письменный наказ боярскому сыну Лариону Озерову, ехать в свою вотчину для наведения и поддержания порядка: «Крестьян от посторонних людей и от всяких обид беречь» — записано в наказе и далее указываются правила взимания налогов, порядок разрешения споров и прочее.
Скончался он 15 февраля 1637 года и похоронен в Архангельском соборе Рязанского кремля.